# Gere József
Gere József, Geiger (Csepel, 1914. március 21. – 1994) kétszeres magyar bajnok labdarúgó, fedezet.

## Pályafutása
A Csepel csapatában szerepelt. Tagja volt az 1941–42-es és az 1942–43-as idényben bajnoki címet szerzett együttesnek.

## Sikerei, díjai
- Magyar bajnokság
  - bajnok: 1941–42, 1942–43